# Stopklatka
Stopklatka – obraz filmowy zatrzymywany na ekranie w czasie projekcji.